# Belgia na Letnich Igrzyskach Olimpijskich Młodzieży 2010
Belgię na Letnich Igrzyskach Olimpijskich Młodzieży 2010 w Singapurze reprezentowało 52 sportowców w 16 dyscyplinach.

## Skład kadry

### Gimnastyka
- Thomas Neuteleers

wielobój chłopców indywidualnie
- Eline Vandersteen

wielobój dziewcząt indywidualnie

### Hokej na trawie
Turniej chłopców
- Quentin Bigare
- Mathew Cobbaert
- Dimitri Cuvelier
- Nicolas de Kerpel
- Bjorn Delmoitie
- Arno Devreker
- Matthias Dubois
- Arnaud Flamand
- Alexander Hendrickx
- Antoine Legrain
- Gaëtan Perez
- Louis Rombouts
- Dorian Thiery
- Benjamin Van Dam
- Arthur Van Doren
- Thomas Vander Gracht

### Jeździectwo
- Nicola Philippaerts

skoki indywidualnie dziewcząt

### Judo
- Lola Mansour

kategoria do 78 kg dziewcząt
- Toma Nikiforov

kategoria do 100 kg chłopców

### Kajakarstwo
- Hermine Peters

K1 sprint dziewcząt
K1 slalom dziewcząt

### Kolarstwo
- Mattias Somers

sztafeta mieszana
- Laurens Sweeck

sztafeta mieszana
- Boris Vallee

sztafeta mieszana
- Tori Van de Perre

sztafeta mieszana

### Lekkoatletyka
- Arnaud Art

skok o tyczce chłopców
- Bram Ghuys

skok wzwyż chłopców

### Łucznictwo
- Zoé Gobbels

indywidualnie dziewczęta

### Pływanie
- Bastien Soret

200 m stylem zmiennym chłopców
100 m stylem grzbietowym chłopców
200 m stylem grzbietowym chłopców
- Sarah Wegria

50 m stylem dowolnym dziewcząt
100 m stylem dowolnym dziewcząt
200 m stylem dowolnym dziewcząt
- Jolien Vermeylen

100 m stylem motylkowym dziewcząt
200 m stylem zmiennym dziewcząt – odpadła w eliminacjach
100 m stylem grzbietowym dziewcząt
200 m stylem grzbietowym dziewcząt

### Siatkówka
Turniej dziewcząt
- Delfien Brugman
- Valerie El Houssine
- Laura Heyrman
- Laurine Klinkenberg
- Tara Lauwers
- Lotte Penders
- Elien Ruysschaert
- Ilka Van de Vyver
- Lore Van Den Vonder
- Asja Van Hengel
- Sophie Van Nimmen
- Karolien Vleugels

### Tenis stołowy
- Emilien Vanrossomme

gra pojedyncza chłopców

### Tenis ziemny
- An-Sophie Mestach

gra pojedyncza dziewcząt
gra podwójna dziewcząt

### Triathlon
- Thomas Jurgens

indywidualnie chłopcy
- Charlotte Deldaele

indywidualnie dziewczęta – 16. miejsce

### Wioślarstwo
- Jean-Benoît Valschaerts

jedynki chłopców
- Eveline Peleman

jedynki dziewcząt

### Żeglarstwo
- Andrea Vanhoorne

Techno 293 dziewcząt